# 约瑟夫·贝拉内克
约瑟夫·贝拉内克（捷克語：Josef Beránek，1969年10月25日—），生于利特威诺夫，捷克男子冰球运动员。他曾代表捷克国家队参加1998年冬季奥林匹克运动会冰球比赛，获得一枚金牌。